# 멜리케 하툰 모스크

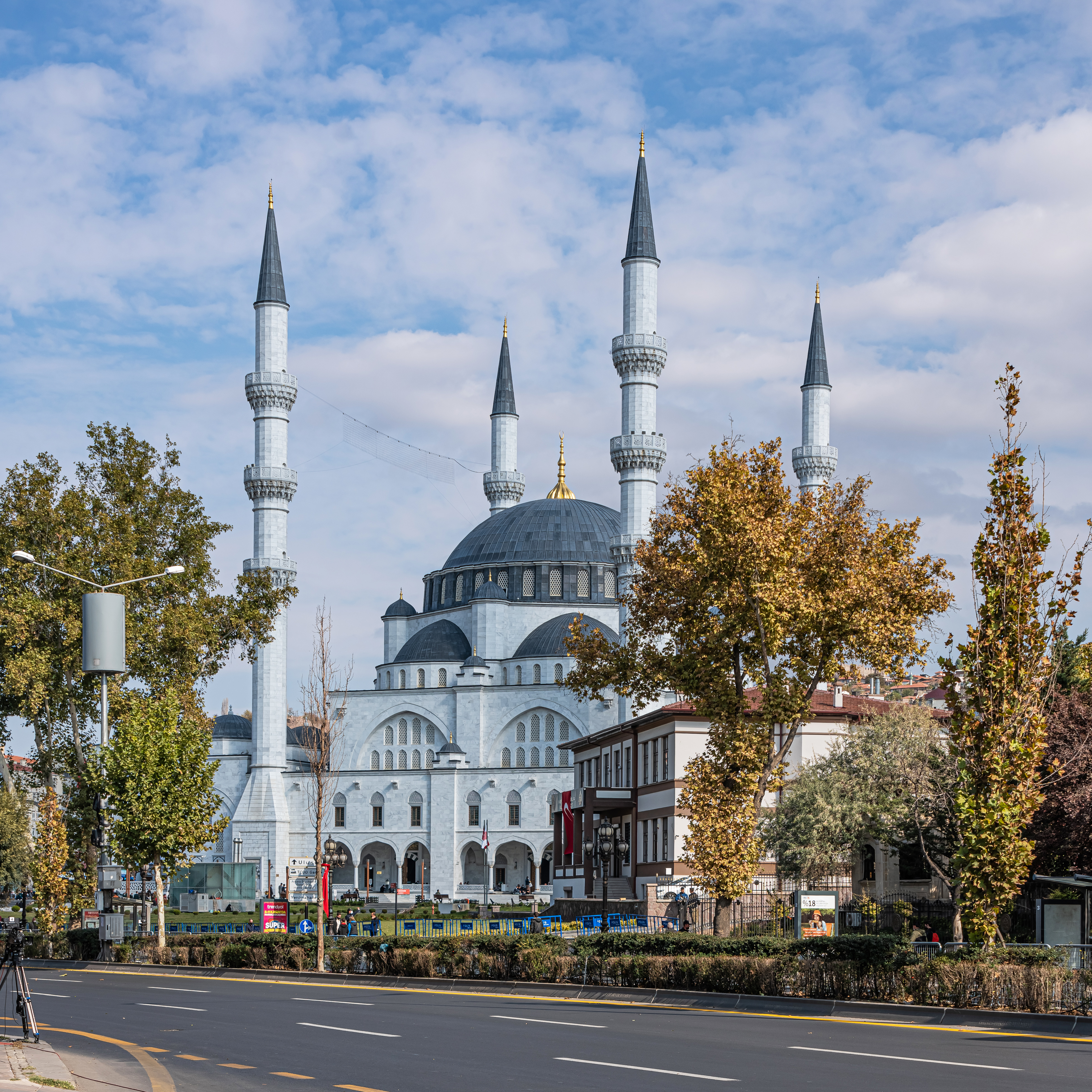
멜리케 하툰 모스크

멜리케 하툰 모스크(튀르키예어: Melike Hatun Camii)는 터키의 수도인 앙카라 구 시가지 울루스 에르바칸 광장(Ulus Erbakan Square)에 있는 이슬람 사원이다. 앙카라에서 가장 큰 공원인 겐츨리크 공원(Gençlik Parkı)의 동쪽에 위치하고 있으며 2017년에 완공되었다.
사원의 면적은 3,600m2이며 내부는 최대 7,000명의 신자를 수용할 수 있는 크기이다. 돔의 직경은 27m(89ft)이고 최대 높이는 47m(154ft)에 달한다. 사원의 외부에는 4개의 미나렛(첨탑)이 있는데 높이가 72m(236ft)에 달하는 각 미나렛에는 3개의 발코니가 있다.